# Nicholas Mayer
Nicholas Mayer (* 13. September 1989) ist ein österreichischer Fußballspieler.

## Karriere
Mayer begann im Alter von sechs Jahren beim SV Austria Salzburg mit dem Fußballspielen und spielte dort in sämtlichen Altersklassen. Nach der Übernahme von Red Bull blieb er weiter im Verein und spielte im Team der U-19 BNZ. Als 2008 sein Trainer und Mentor Gerhard Stöger als Trainer des BNZ U-19 entlassen wurde und zum Sportdirektor beim drei Jahre zuvor neugegründeten SV Austria Salzburg berufen wurde, zögerte dieser nicht lange und holte Mayer nach Maxglan. Mayer konnte sich auf Anhieb durchsetzen und feierte mit der Salzburger Austria einen Erfolg nach dem anderen. Im ersten aufeinander Treffen zwischen Austria und Red Bull, am 13. November 2010, wurde er in 40. Minute aufgrund einer Tätlichkeit ausgeschlossen. Das Derby zwischen Austria Salzburg und den Red Bull Juniors endete 2:2. Nachdem Mayer mit der Austria den Aufstieg in die Erste Liga schaffte, gab er am 2. Spieltag 2015/16 im Spiel gegen den SK Austria Klagenfurt sein Profidebüt. Mit der Austria musste er bereits nach einer Saison wieder den Gang in die Regionalliga antreten.

## Persönliches
Sein Bruder Patrick ist ein ebenso Fußballer und derzeit beim TSV Neumarkt unter Vertrag. Die beiden spielten von 2011 bis 2012 gemeinsam bei Austria Salzburg.